# بخش گرین (شهرستان براون، اوهایو)
بخش گرین (به انگلیسی: Green Township) یک منطقهٔ مسکونی در ایالات متحده آمریکا است که در شهرستان براون، اوهایو واقع شده‌است.
 بخش گرین ۶۶٫۹ کیلومتر مربع مساحت و ۳٬۶۵۲ نفر جمعیت دارد و ۲۸۷ متر بالاتر از سطح دریا واقع شده‌است.